# Peltidium proximus
Peltidium proximus is een eenoogkreeftjessoort uit de familie van de Peltidiidae. De wetenschappelijke naam van de soort is voor het eerst geldig gepubliceerd in 2005 door Varela.